# Gánijvárre naturreservat
Gánijvárre naturreservat är ett naturreservat i Jokkmokks kommun i Norrbottens län.
Området är naturskyddat sedan 2024 och är 1 055 hektar stort. Reservatet ligger väster om Jokkmokk och består av tallskog.